# Einhornapotheke (Memmingen)
Die Einhornapotheke in Memmingen ist ein unter Denkmalschutz stehendes Gebäude aus dem 15. Jahrhundert. Es wurde in wesentlichen Teilen im 16. und 17. Jahrhundert umgebaut. Es war bis zur Schließung 2020 die zweitälteste Einhorn-Apotheke Deutschlands, die noch betrieben wurde.

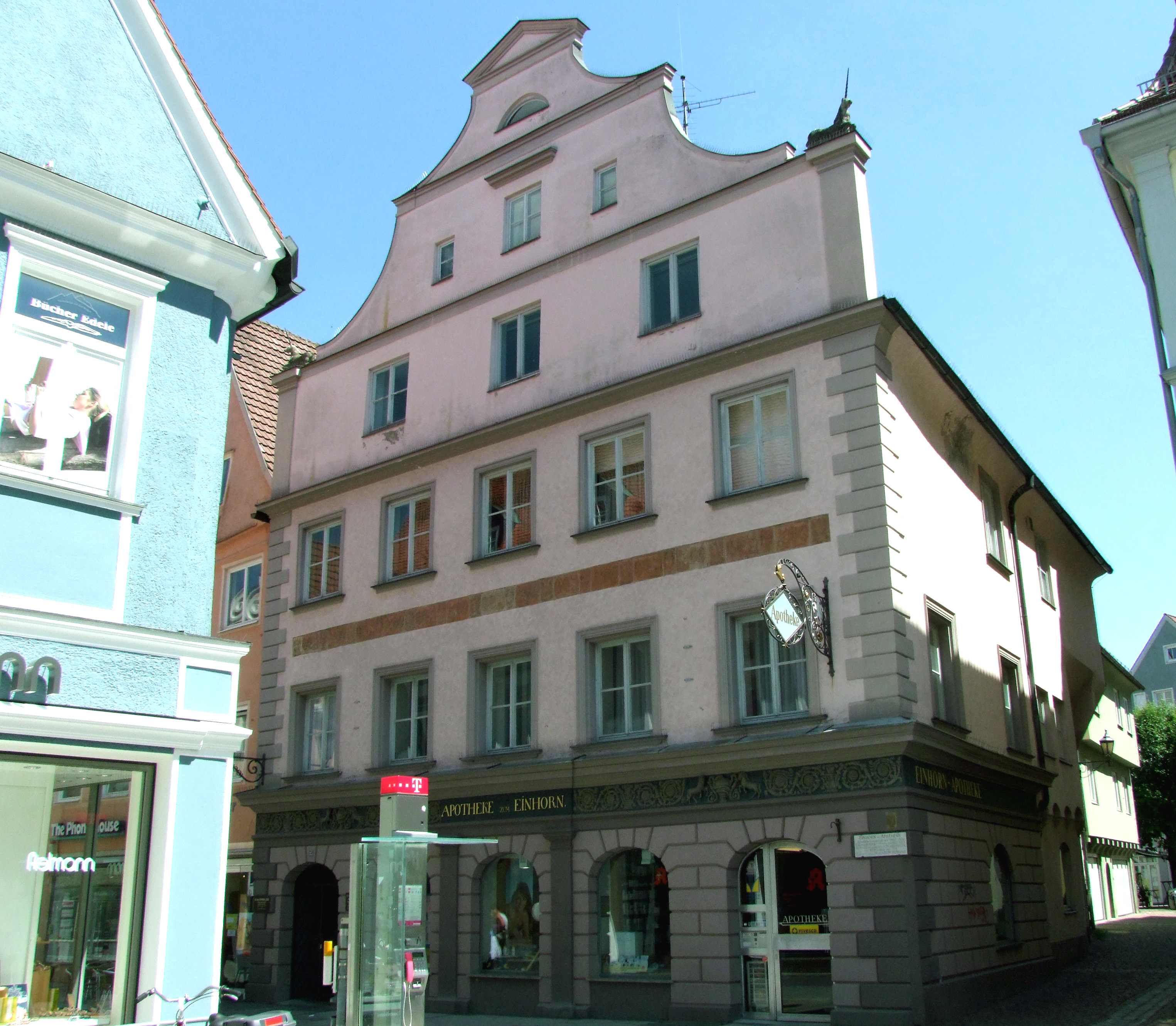
Die Einhornapotheke von der westlichen Kreuzstraße aus gesehen

## Lage
Das Gebäude steht im südlichen Teil der Kramerstraße und besitzt heute die Hausnummer 33. Der südliche Teil des Hauses grenzt an die Kreuzstraße.

## Geschichte
Das Haus trug früher die Inschrift Ludovicus Conrater ao 1454 erat ardificans, die bei einer Renovierung verloren gegangen ist. Demnach wurde das Haus im 15. Jahrhundert erbaut, allerdings im 16. und 17. Jahrhundert stark umgebaut und verändert. Im 19. Jahrhundert wurde die Fassade neu gestaltet. Im Inneren wurden im 18. Jahrhundert Stuckdecken eingezogen und mit Fresken geschmückt. Im 17. Jahrhundert wurde im Innenhof ein Laubengang eingebaut. Über die gesamte Zeit wurde das Haus als Apotheke genutzt. Heute befinden sich in den oberen Stockwerken Arztpraxen und Wohnungen. Nur das Erdgeschoss wurde noch als Apotheke genutzt, welche seit März 2019 geschlossen ist. Nach umfangreichen Umbaumaßnahmen wurde dort 2020 ein Zigarrenhaus eröffnet.

## Aussehen
Der dreigeschossige Giebelbau weist eine neobarocke Fassade auf. Im Erdgeschoss befinden sich korbbogige Fenster und ein Portal. Die Mittelachse wird von zwei Pilastern flankiert. Das Erdgeschoss wird von einem Rankenfries mit Apothekeremblem und einem Einhorn von den oberen Geschossen getrennt. Diese Ausstattung dürfte aus dem Barock stammen. Ein Terrakottafries mit Sphingen und Urnen trennt das erste vom zweiten Obergeschoss. Auf den Seitenabschlüssen des neobarocken Giebels sind je zwei Statuen von sitzenden Einhörnern angebracht.
Über einem Stichbogenfries auf Konsolen springt das erste Obergeschoss an der Südseite des Gebäudes vor. Hinter dem Haus schließt sich ein durch eine Mauer von der Straße abgeschirmter Innenhof an. In diesem wurde im 17. Jahrhundert auf der Ost- und Nordseite ein Laubengang eingebaut. Dieser besitzt gedrehte Holzbaluster aus der Erbauungszeit.

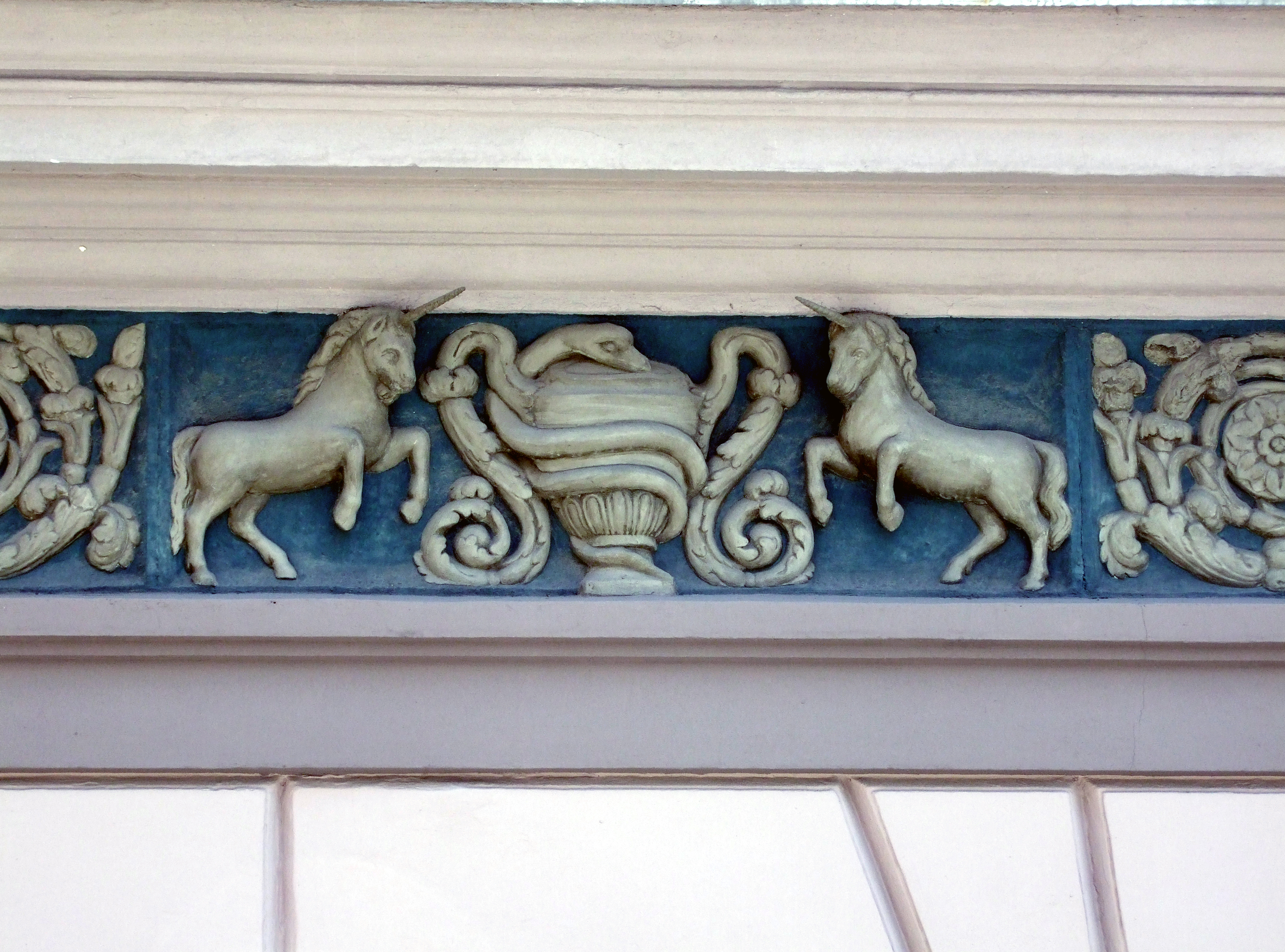
Das Wahrzeichen der Apotheke: Die Einhörner